# Wasilij Apraksin
Wasilij Nikołajewicz Apraksin, ros. Василий Николаевич Апраксин (ur. 28 listopada?/10 grudnia 1891 we wsi Simkino w guberni niżiegorodskiej, zm. 5 kwietnia 1962 w Gatczynie) – rosyjski, a następnie radziecki duchowny prawosławny.
Posiadał niepełne średnie wykształcenie. W 1913 ukończył seminarium duchowne w Symbirsku. Służył jako regent (organista) w cerkwi Urodzenia Jezusa we wsi Wierchnieje Tałyzino, zaś od 1915 w soborze Urodzenia Bogurodzicy w Ardatowie. W tym samym roku został diakonem, zaś w 1920 wyświęcono go na duchownego (jereja). Posługiwał we wsiach guberni symbirskiej. W 1930 został aresztowany przez OGPU. Po procesie skazano go na karę 5 lat zsyłki do Kraju Północnego. Po jej zakończeniu mieszkał w Puszkinie, nie sprawując żadnych funkcji kościelnych. Podczas okupacji niemieckiej osadzono go początkowo w obozie, po czym od 1942 był proboszczem cerkwi Pokrowskiej na przedmieściach Gatczyny. Po wyzwoleniu miasta przez Armię Czerwoną został 11 kwietnia 1944 roku aresztowany przez NKWD. Po procesie skazano go na początku czerwca tego roku skazano go na karę 10 lat łagrów. Odbywał ją w Kraju Krasnojarskim. W 1956 wyszedł na wolność w wyniku ogłoszenia amnestii. Służył jako regent w cerkwi Pokrowskiej i soborze Pawłowskim w Gatczynie.